# Thomas Robert Bugeaud
Thomas Robert Bugeaud, marchese della Piconnerie, duca d'Isly (Limoges, 15 ottobre 1784 – Parigi, 10 giugno 1849), è stato un generale francese, maresciallo di Francia.

## Biografia

### Origine
Proveniente da un ramo aristocratico d'una antica famiglia del Périgord, nacque da Ambroise Bugeaud, nobile, cavaliere della Piconnerie, e da Françoise de Sutton de Cléonard, appartenente a un'illustre famiglia d'Irlanda.

### Guerre napoleoniche
Bugeaud s'arruolò a vent'anni nell'esercito nel 1804, come velite nei granatieri a piedi della Guardia imperiale. Fu promosso caporale ad Austerlitz e servì in seguito come sottotenente nelle Campagne di Prussia e di Polonia (1806-1807). Fu ferito nella battaglia di Pułtusk.
Combatté quindi nella guerra contro la Spagna, nel corso della quale servì nel corpo d'armata di Suchet, poi nella Divisione Lamarque.
Caporale ad Austerlitz, sottotenente, poi tenente nel 64º Reggimento di fanteria di linea nella Campagna di Polonia, capitano nel 116º Reggimento di linea, il 2 marzo 1809; era comandante di battaglione in Spagna, nel 1811, dove si mise in luce nel corso degli assedi di Lérida, Tortosa e Tarragona.
Guadagnò i gradi di maggiore nel secondo assedio di Saragozza e combatté contro i guerriglieri.
Fu promosso tenente colonnello dopo la battaglia di Ordal in Catalogna (14 settembre 1813) in cui, con un solo battaglione, mise in rotta un reggimento inglese. Fu promosso colonnello al suo ritorno in Francia.
Nel corso della Restaurazione, il colonnello Bugeaud celebrò i Borbone in alcuni versi, pur senza mancare di tornare nelle file dell'Imperatore durante i Cento Giorni.
Comandò, nell'Armata delle Alpi, il 14º Reggimento di linea sempre agli ordini di Suchet e partecipò alla battaglia di Conflans contro gli austriaci.
Il 27 giugno 1815 era a Moustier quando apprese della sconfitta di Waterloo e si trovò di fronte 10.000 austriaci; non disponeva che di 1.700 uomini.

### Seconda Restaurazione
Licenziato dall'esercito alla Seconda Restaurazione, si ritirò nella sua proprietà di La Durantie a Lanouaille, vicino Payzac ed Excideuil, nel Périgord, dove si occupò di migliorare la resa dei terreni delle proprietà del padre, marchese di Faverolle e signore della Piconnerie; si occupò inoltre di letteratura. Nel 1825 fu eletto sindaco di Excideuil, carica che occupò fino al 1830.
Al momento dell'invasione della Spagna del duca d'Angoulême il governo rifiutò la sua domanda di reintegrazione nell'esercito. Sostenitore dell'opposizione liberale, fu invano candidato alle elezioni nel dipartimento della Dordogna nel 1829.

### Monarchia di Luglio
Nel luglio 1831 fu eletto deputato di Excideuil e venne nominato maresciallo di campo da Luigi Filippo. Alla Camera si guadagnò rapidamente una particolare reputazione per la sua eccentricità e le provocazioni che indirizzava ai membri dell'opposizione.
Legato ad una politica conservatrice, difese con veemenza il protezionismo doganale. Nominato governatore della cittadella di Blaye, ebbe in custodia la duchessa di Berry, e fu incaricato di scortare la prigioniera a Palermo.
Durante il dibattito alla Camera dei deputati del 16 gennaio 1834, mentre Marie Denis Larabit lamentava la dittatura militare del governo Soult, Bugeaud lo interruppe con la frase «L'obbedienza è il primo dovere del soldato». Un altro deputato, François-Charles Dulong, domandò, caustico: «Anche se gli si domanda di diventare carceriere?». 
L'incidente provocò un duello fra Bugeaud e Dulong, in cui quest'ultimo rimase ucciso il 27 gennaio 1834.

### "Il macellaio della rue Transnonain"

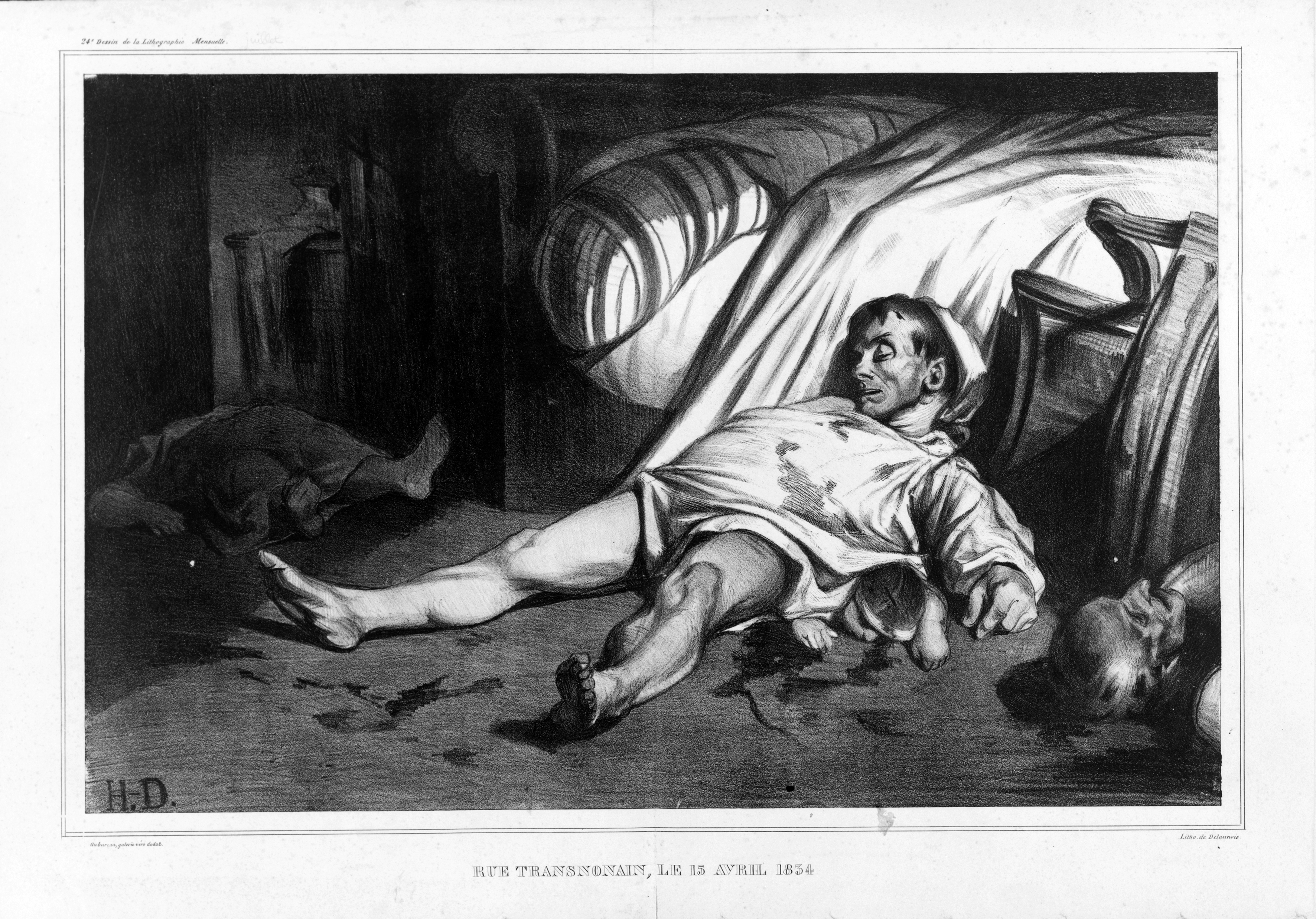
Il massacro della rue Transnonain, nell'illustrazione di Honoré Daumier.

Nel corso dell'insurrezione parigina del 13 e 14 aprile 1834, le forze destinate a reprimere l'insurrezione erano divise in tre brigate di cui una era agli ordini di Bugeaud. Mentre le truppe attaccavano una barricata sulla rue Transnonain (oggi rue Beaubourg), un ufficiale fu ucciso da un colpo partito da una casa vicina: i soldati penetrarono nell'edificio e uccisero tutti gli abitanti. 
Sebbene l'episodio non fosse avvenuto nella circoscrizione di pertinenza della brigata di Bugeaud, e lui stesso, dunque, ne fosse estraneo, la voce popolare legò il suo nome al massacro, e, malgrado le dichiarazioni contrarie, continuò ad indicarlo come "l'uomo di rue Transnonain".
Fu rieletto deputato nella circoscrizione di Excideuil alle elezioni del 1834, 1837 e 1839. Inviso sia dalla destra che dalla sinistra, si dedicò principalmente agli affari agricoli e propose nel 1840 una legge volta a istituire le Camere dell'agricoltura, che non passò.

### L'Algeria
Bugeaud fu inviato in Algeria (6 giugno 1836) con la duplice missione di combattere Abd el-Kader e di costringerlo alla pace. Riportò un primo successo a La Sikkah il 6 luglio 1836. Sotto il governo Molé, come tenente generale, concluse il trattato di Tafna il 30 ottobre 1837, equivoco compromesso che riconosceva ad Abd el-Kader una non meglio definita autorità sull'Ovest algerino.
Rientrato in Francia, Bugeaud sembrò poco favorevole all'ampliamento dei territori conquistati, e deplorò un «possesso oneroso di cui la nazione dovrebbe essere contenta di essersi sbarazzata».
Bugeaud, grand'ufficiale della Legion d'onore, fu ciononostante nominato governatore generale dell'Algeria dal ministro Thiers nel 1840; il giorno stesso del suo arrivo ad Algeri, il 22 febbraio 1841, indirizzò un proclama agli abitanti, e uno all'esercito.
Bugeaud finì per disporre di oltre 100.000 uomini. Contornato di generali, La Moricière, Changarnier, Bedeau, Cavaignac, Bugeaud impiegò nuovi metodi di guerra ispirati alla sua esperienza di lotta antipartigiana della guerra di Spagna.
Centinaia di abitanti dei villaggi, tra cui donne e bambini, furono asfissiati o sepolti nelle grotte dove si erano rifugiati tentando di resistere alle «colonne mobili». Molte "fumate" furono registrate, distribuite in un periodo totale di cinque anni.
A Orléanville, l'11 giugno 1845, Bugeaud consigliò ai subordinati, per ridurre la resistenza delle popolazioni della regione del Chélif: «Se si ritirano nelle loro caverne, fate come Cavaignac agli Sbéhas! Affumicateli come volpi nelle tane».
Il 18 giugno 1845, il colonnello Pélissier non esitò ad asfissiare oltre 1.000 persone, uomini, donne, bambini di Ouled Riah, che si erano rifugiati nella grotta di Ghar-el-Frechih nel Dahra.
Un soldato scrisse: «Le grotte sono immense; abbiamo contato 760 cadaveri; una sessantina di persone in tutto sono uscite, quasi morte; quaranta non sono sopravvissuti, dieci sono in ospedale, in gravi condizioni; gli ultimi dieci, che potevano ancora camminare, sono stati lasciati liberi di tornare alle loro tribù; non possono altro fare che piangere su delle rovine».
Dopo tale azione, Pélissier rispose a qualche buona coscienza inquieta: «La pelle di uno solo dei miei tamburi era più preziosa della vita di tutti quei miserabili».

Il 12 agosto 1845, Saint-Arnaud a sua volta, vicino Ténès, trasformò altre grotte «in un vasto cimitero»: «cinquecento briganti» vi furono sepolti.
A Parigi ci si indignò all'apprendere le "fumate" delle grotte di Dahra. Il principe della Moskowa, figlio del maresciallo Ney, rivolse un'interpellanza alla Camera dei Pari.
Bugeaud, interpellato, assumendosi la responsabilità rispose al ministro: «Quanto a me, ritengo che il rispetto del diritto umanitario farà sì che la guerra in Africa rischi di protrarsi all'infinito». Pélissier ottenne il bastone da Maresciallo di Francia e fu governatore generale d'Algeria dal 1860 al 1864.
Sul terreno i metodi di contro-guerriglia preconizzati da Bugeaud furono contestati da alcuni subordinati, in particolare da Eugène Dubern.
Gran croce della Legion d'onore il 9 aprile 1843, quindi Maresciallo di Francia nel luglio 1843, Bugeaud ottenne il permesso di attaccare il Marocco, che prestava aiuto ad Abd el-Kader. Il 14 luglio 1844, le truppe marocchine furono sorprese sullo uadi di Isly, non lontano dalla frontiera. Gli 11.000 soldati francesi misero in rotta 60.000 cavalieri marocchini.
La vittoria valse a Bugeaud il titolo di duca d'Isly; continuò poi a dare la caccia ad Abd el-Kader, che si arrese nel 1847.
La preoccupazione costante di Bugeaud fu di rendere parte l'esercito della colonizzazione.
La conquista si trasformò in vera e propria colonizzazione con la creazione degli "uffici arabi". Restò per tutta la vita fedele al suo motto "Ense et Aratro" ("con la spada e con l'aratro").
A causa di discordie fra Guizot e lui, nati dalla spedizione in Cabilia e dai rispettivi concetti di colonizzazione, fu sostituito dal duca d'Aumale, il che gli permise, secondo l'espressione di Guizot, «di venire a godere in Francia della propria gloria».

### La rivoluzione del 1848
Al momento della rivoluzione del febbraio 1848 ricevette il comando dell'esercito.
Il giorno 23 a mezzogiorno, seguito dai generali Rulhières, Bedeau, La Moricière, Saint-Arnaud ed altri, si recò al quartier generale delle Tuileries dove fu ufficialmente investito dell'alto comando dal duca di Nemours. Ricordò agli ufficiali presenti, in procinto di guidarli contro i rivoluzionari parigini, che lui «non era mai stato sconfitto, sia sul campo di battaglia sia nelle insurrezioni» e che, ancora quella volta, prometteva di farla finita rapidamente con «questa canaglia ribelle».
Nel frattempo la notizia della sua nomina contribuì largamente a dare una svolta decisiva alla situazione. La guardia nazionale, ancora più contrariata per la sua nomina al comando supremo, gridava «Abbasso Bugeaud!», «Abbasso l'uomo della rue Transnonain!» e si rifiutava di obbedire agli ordini.
Impaurito da tali manifestazioni, Luigi Filippo ritirò i propri ordini, e passò la giornata del 23 in vani negoziati. Il 24 febbraio, unico in tutto il Consiglio di Luigi Filippo, Bugeaud spingeva per la repressione a oltranza; ma il sovrano considerò che sacrificare il Maresciallo poteva essere un mezzo per la pacificazione con la guardia nazionale. Il comando supremo fu dunque posto in altre mani, e Bugeaud diede le dimissioni. Due giorni dopo, invano, offrì i suoi servizi al governo provvisorio.
Entrò nell'assemblea costituente in seguito ad un'elezione parziale dell'autunno 1848; i conservatori guardavano a Bugeaud per la candidatura alla presidenza della Repubblica, ma lui desisté in favore di Luigi Napoleone Bonaparte; questi, eletto presidente, lo nominò comandante dell'Armata delle Alpi. Fu eletto deputato all'assemblea legislativa per la Charente-Inférieure, ma morì poco dopo di colera.
Le sue spoglie furono deposte in una cappella funeraria dell'Hôtel des Invalides, sopra il sepolcro dell'ammiraglio Duperré e vicino a quello del generale Duvivier.

## Omaggi postumi
Nell'agosto 1852, fu elevato un monumento in suo onore ad Algeri, ed un altro nella sua città natale. La statua di Algeri fu riportata in Francia nel 1962 ed installata ad Excideuil nel 1999. Il suo nome fu dato ad un villaggio della provincia di Costantina (a sud ovest di Annaba).
Durante la guerra d'Algeria, una promozione dell'École spéciale militaire de Saint-Cyr adottò il nome di «Maréchal Bugeaud» (n°145, 1958-1960).

## Opere
Diede alle stampe diverse produzioni letterarie principalmente riguardo l'Algeria, alcuni scritti di arte militare, pamphlet contro il socialismo, ed una relazione sulla battaglia d'Isly.